# Jan Gommers (1955)
Jan Gommers (Roosendaal, 25 april 1955) is een Nederlands voormalig wielrenner. Hij reed de Ronde van Spanje in 1981 maar moest opgeven in verband met de ziekte van Pfeiffer. Na 1982 stopte hij met wielrennen en werkte sindsdien bij onder andere TNT Post en als docent bij het opleidingsinstituut van de KNWU (Koninklijke Nederlands Wielren Unie). 
Naast deze Jan Gommers was er ook een andere Jan Gommers die wielrenner was, zie Jan Gommers (1916).

## Grote rondes
| Jaar | Ronde van Italië | Ronde van Frankrijk | Ronde van Spanje |
| ---- | ---------------- | ------------------- | ---------------- |
| 1981 |                  |                     | opgave           |